# Omega1 Aquilae
Omega1 Aquilae (25 Aquilae) é uma estrela na direção da constelação de Aquila. Possui uma ascensão reta de 19h 17m 49.00s e uma declinação de +11° 35′ 43.4″. Sua magnitude aparente é igual a 5.28. Considerando sua distância de 422 anos-luz em relação à Terra, sua magnitude absoluta é igual a −0.28. Pertence à classe espectral F0IV.